# Plentzia
Plentzia (spanisch Plencia) ist eine Gemeinde mit 4.390 Einwohnern (Stand: 2024) in der Provinz Bizkaia im spanischen Baskenland.

## Geographische Lage
Plentzia befindet sich etwa 18 Kilometer nördlich von Bilbao an der Küste zum Golf von Biskaya (Costa Vasca).

## Geschichte
Die erste urkundliche Erwähnung des historischen Fischerdorfes geht auf das Jahr 1299 zurück.
1970 kam es hier zu dem folgenschweren Eisenbahnunfall von Plentzia, bei dem 33 Menschen starben.

## Einwohnerentwicklung
| Jahr      | 1900 | 1910 | 1920 | 1930 | 1940 | 1950 | 1960 | 1970 | 1981 | 1991 | 2001 | 2011 | 2021 |
| --------- | ---- | ---- | ---- | ---- | ---- | ---- | ---- | ---- | ---- | ---- | ---- | ---- | ---- |
| Einwohner | 1537 | 1678 | 1800 | 2176 | 1944 | 2195 | 2417 | 2766 | 3040 | 2542 | 3622 | 4311 | 4414 |

## Sehenswürdigkeiten
- Magdalenenkirche (Iglesia de Santa María Magdalena)
- altes Rathaus (El Torréon)

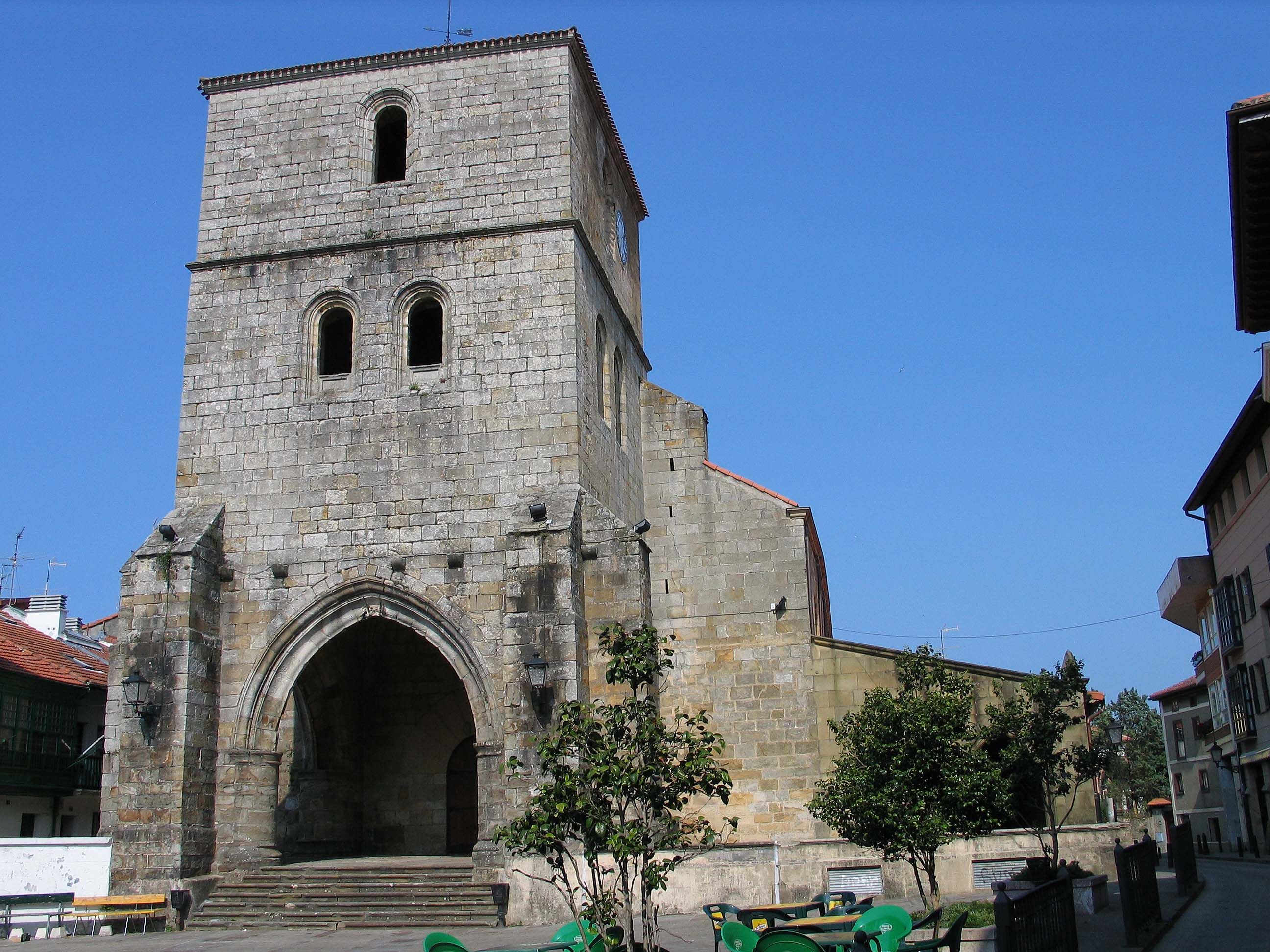
Magdalenenkirche
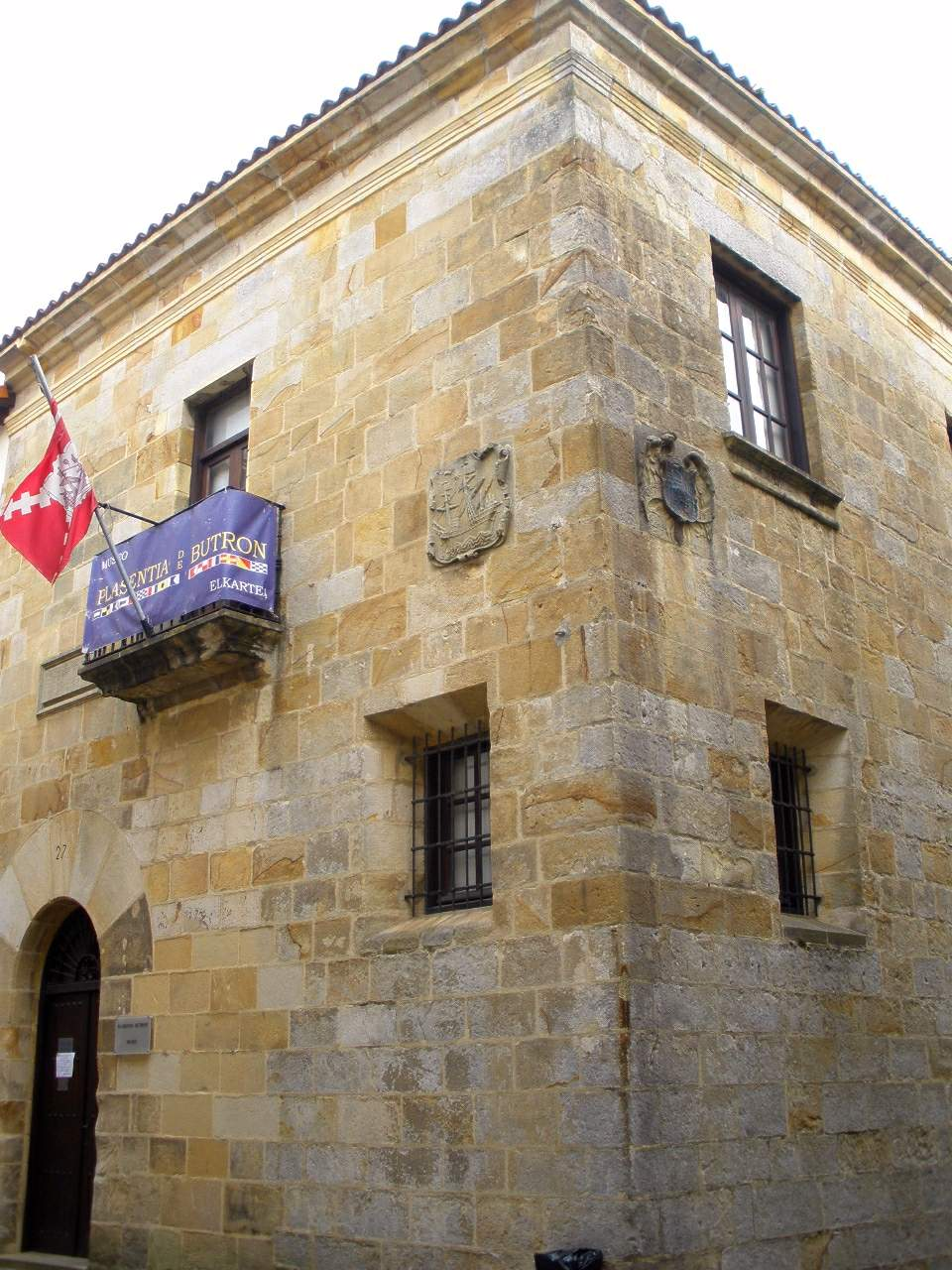
Altes Rathaus
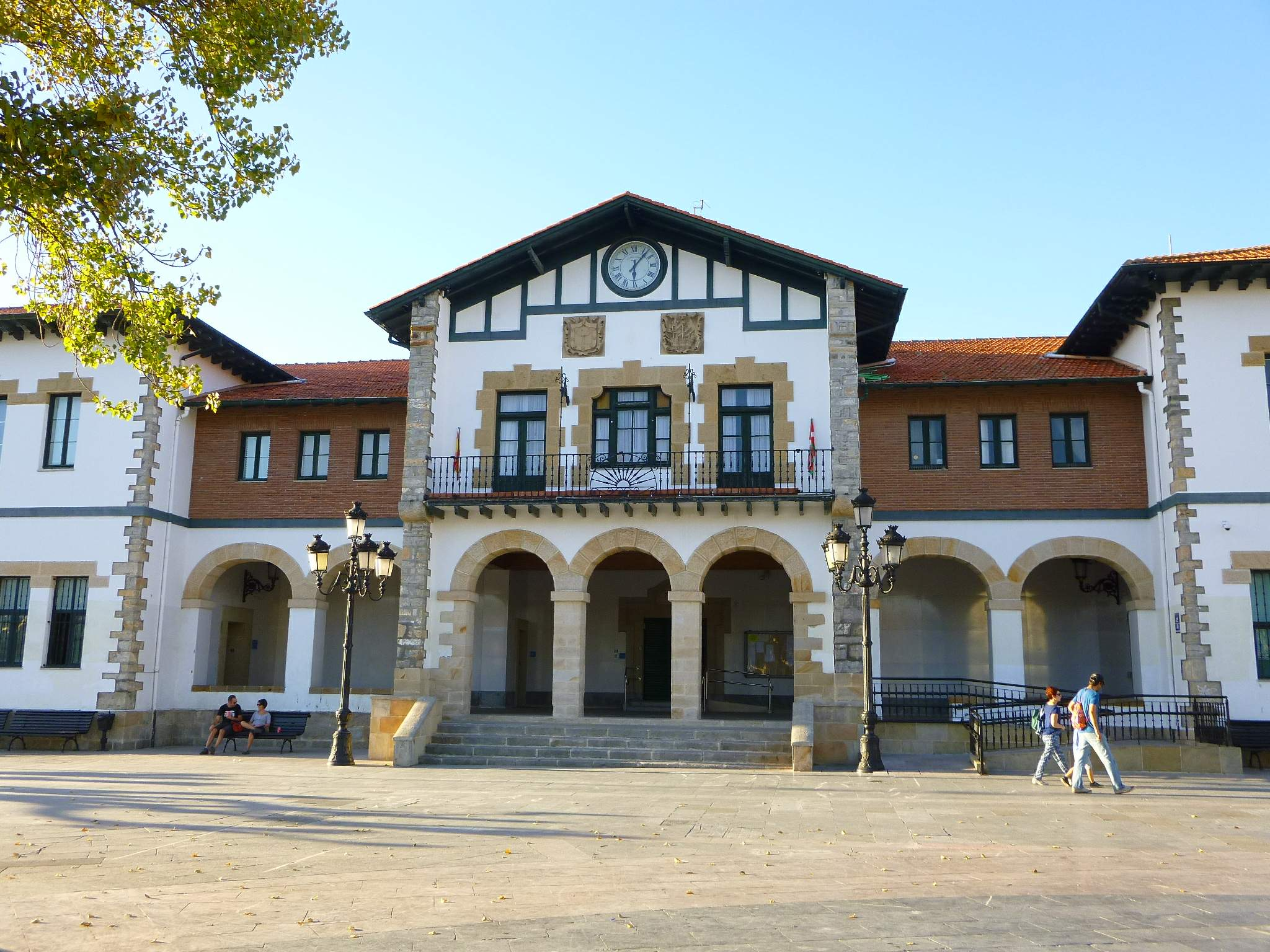
Rathaus

## Persönlichkeiten
- Agustín Cotorruelo (1925–1989), Handelsminister (1973–1974), Präsident von Atlético Madrid (1982)
- Diego Garate (* 1976), Archäologe
- Jenaro de Urrutia Olaran (1893–1965), Maler